# Hoya serpens
Hoya serpens är en oleanderväxtart som beskrevs av Joseph Dalton Hooker. Hoya serpens ingår i släktet Hoya och familjen oleanderväxter. Inga underarter finns listade i Catalogue of Life.